# Maya Jama
Maya Indea Jama (Bristol, 14 augustus 1994) is een Britse televisiepresentatrice en radio-dj. Ze presenteerde samen met Peter Crouch en Alex Horne de BBC One-serie Peter Crouch: Save Our Summer en was presentatrice van de BBC Three-wedstrijd Glow Up: Britain's Next Make-Up Star voor het derde en vierde seizoen, en van de dating serie Love Island op ITV2 vanaf seizoen 9.
Jama presenteerde Trending Live! op 4Music van 2015 tot 2017, Cannonball op ITV in 2017, de MTV-show True Love or True Lies in 2018 en het eerste seizoen van The Circle met Alice Levine op Channel 4. Op de radio presenteerde Jama #DriveWithMaya op Rinse FM van 2014 tot 2017 en was ze mede-presentator van Radio 1's Greatest Hits en presenteerde ze haar gelijknamige show, Maya Jama, op BBC Radio 1 van 2018 tot 2020. In 2023 nam Jama het over als presentator van de ITV2-realityserie Love Island.